# Greg Butler (effettista)
Greg Butler (Suffield, 18 agosto 1971) è un effettista statunitense, vincitore del premio Oscar ai migliori effetti speciali per il film 1917.

## Filmografia
- Jurassic Park, regia di Steven Spielberg (1993)
- I Flintstones, regia di Brian Levant (1994)
- Forrest Gump, regia di Robert Zemeckis (1994)
- Baby Birba - Un giorno in libertà (Baby's Day Out), regia di Patrick Read Johnson (1994)
- The Mask, regia di Chuck Russell (1994)
- Starship Troopers - Fanteria dello spazio (Starship Troopers), regia di Paul Verhoeven (1997)
- Amori & incantesimi (Practical Magic), regia di Griffin Dunne (1998)
- Martin il marziano (My Favorite Martian), regia di Donald Petrie (1999)
- Il Signore degli Anelli - La Compagnia dell'Anello (The Lord of the Rings: The Fellowship of the Ring), regia di Peter Jackson (2001)
- Il Signore degli Anelli - Le due torri (The Lord of the Rings: The Two Towers), regia di Peter Jackson (2002)
- Il Signore degli Anelli - Il ritorno del re (The Lord of the Rings: The Return of the King), regia di Peter Jackson (2003)
- Io, robot (I, Robot), regia di Alex Proyas (2004)
- La fabbrica di cioccolato (Charlie and the Chocolate Factory), regia di Tim Burton (2005)
- King Kong, regia di Peter Jackson (2005)
- Amazing Grace, regia di Michael Apted (2006)
- Harry Potter e l'Ordine della Fenice (Harry Potter and the Order of the Phoenix), regia di David Yates (2007)
- Le cronache di Narnia - Il principe Caspian (The Chronicles of Narnia: Prince Caspian), regia di Andrew Adamson (2008)
- G.I. Joe - La nascita dei Cobra (G.I. Joe: The Rise of Cobra), regia di Stephen Sommers (2009)
- Il mondo dei replicanti (Surrogates), regia di Jonathan Mostow (2009)
- Harry Potter e i Doni della Morte - Parte 2 (Harry Potter and the Deathly Hallows: Part 2), regia di David Yates (2011)
- Il cacciatore di giganti (Jack the Giant Slayer), regia di Bryan Singer (2013)
- Fast & Furious 6 (Furious 6), regia di Justin Lin (2013)
- The Lone Ranger, regia di Gore Verbinski (2013)
- Percy Jackson e gli dei dell'Olimpo - Il mare dei mostri (Percy Jackson: Sea of Monsters), regia di Thor Freudenthal (2013)
- The Amazing Spider-Man 2 - Il potere di Electro (The Amazing Spider-Man 2), regia di Marc Webb (2014)
- Godzilla, regia di Gareth Edwards (2014)
- Maleficent, regia di Robert Stromberg (2014)
- Jersey Boys, regia di Clint Eastwood (2014)
- American Sniper, regia di Clint Eastwood (2014)
- Notte al museo - Il segreto del faraone (Night at the Museum: Secret of the Tomb), regia di Shawn Levy (2014)
- Il settimo figlio (Seventh Son), regia di Sergej Bodrov (2014)
- Piccoli brividi (Goosebumps), regia di Rob Letterman (2015)
- L'ultima tempesta (The Finest Hours), regia di Craig Gillespie (2016)
- Monster Trucks, regia di Chris Wedge (2016)
- Cinquanta sfumature di nero (Fifty Shades Darker), regia di James Foley (2017)
- La mummia (The Mummy), regia di Alex Kurtzman (2017)
- X-Men - Dark Phoenix (Dark Phoenix), regia di Simon Kinberg (2019)
- 1917, regia di Sam Mendes (2019)

## Riconoscimenti
Premio Oscar
- 2012 - Candidato ai migliori effetti speciali per Harry Potter e i Doni della Morte - Parte 2[2]
- 2020 - Migliori effetti speciali per 1917[1]

Premio BAFTA
- 2012 - Migliori effetti speciali per Harry Potter e i Doni della Morte - Parte 2[3]
- 2020 - Migliori effetti speciali per 1917[4]